# Grb Republike Hrvatske
Grb Republike Hrvatske povijesni je hrvatski grb, koji se nalazi na hrvatskoj zastavi. Ima oblik štita te je dvostruko podijeljen vodoravno i okomito u dvadeset pet crvenih i bijelih (srebrnih) polja, tako da je prvo polje u gornjem lijevom kutu štita crvene boje.
Iznad glavnog štita nalazi se kruna s pet manjih štitova, koja se u blagom luku spaja s lijevim i desnim gornjim dijelom štita.
U krunu je smješteno pet manjih štitova s povijesnim hrvatskim grbovima, poredanim od lijeve na desnu stranu štita ovim redom: grb Središnje Hrvatske (najstariji poznati grb Hrvatske), grbovi Dubrovačke Republike, Dalmacije, Istre i Slavonije. Omjer visine polja na glavnom štitu i visine manjih štitova u kruni je 1 : 2,5, a omjer širine polja na glavnom štitu i širine manjih štitova u kruni 1 : 1.
Grb je u službenoj uporabi od donošenja Zakona o grbu, zastavi i himni Republike Hrvatske, te zastavi i lenti Predsjednika Republike Hrvatske, 21. prosinca 1990. (NN 55/90).

## Šahirani grb
Šahirani grb pojavljuje se od kraja 15. stoljeća, isprva kao pretenzijski grb Habsburgovaca, a potom i kao zemaljski grb Kraljevine Hrvatske, u okviru javne heraldike dinastije Jagelovića. Diplomatsku potvrdu dobio je 1. siječnja 1527. godine u povelji o izboru nadvojvode Ferdinanda I. za hrvatskoga kralja. Tom prilikom, otisnut je na pečatu s 8 × 8 srebrno-crvenih kvadrata s natpisom Sigillum Regni („Pečat Kraljevstva“). Koristio se povremeno sve do posljednjeg samostalnoga zasjedanja Hrvatsko-dalmatinskog sabora, koji je održan 1557. godine u Steničnjaku, da bi se kasnije koristio kao „neslužbeni“ grb uz službeni grb Slavonije.
Najstariji do sada poznati šahirani grb prikazan je na freski s motivom heraldičkog „Davidova tornja“, koja se nalazi u dominikanskom samostanu u tirolskom gradu Bozenu, a datira se između 1490. i 1494. godine. Iz 1495. godine datira šahirani grb oslikan na svodu kuće gradskog suca Waltera Zellera u Innsbrucku, da bi se takav grb pojavio oko 1498. godine u insbruškom grbovniku Jörga Rugena, koji je bio u službi cara Maksimilijana I. Šahirane grbove nalazimo i kao dio dva najveća Maksimilijanova grafičko-propagandna projekta, Trijumfalnoj povorci i Trijumfalnome luku (između 1507. i 1518.). Također, šahirani hrvatski grb u rasporedu kvadrata 5x6 s početnim srebrnim poljem, nalazi se među trideset i šest grbova habsburških zemalja, uz znamenja Bosne i Dalmacije, na mramornom epitafu cara Maksimilijana I.
U tom razdoblju su Osmanlije i Mlečani zauzeli značajan dio teritorija srednjovjekovnog Hrvatsko-dalmatinskog kraljevstva, zbog čega su Habsburgovci, kao pretendenti na hrvatsku krunu, najvjerojatnije oko 1493./1494. godine, razvili novi zemaljski grb Hrvatske kao posebnog političkog entiteta, odvojenog od Dalmacije. Naposljetku su pretenzijski šahirani grb Habsburgovaca prihvatili i hrvatski velikaši te ga iskoristili na spomenutoj Cetingradskoj ispravi o izboru novog kralja iz 1527. godine.
Simbolika hrvatskog šahiranog grba može se objasniti u kontekstu značaja koje je tadašnje Hrvatsko-dalmatinsko kraljevstvo imalo kao zadnja linija obrane habsburških nasljednih zemalja pred nadiranjem osmanskih osvajača. Već neposredno nakon Krbavske bitke 1493. godine neki krugovi hrvatskog plemstva predstavljali su Hrvatsku Habsburgovcima, odnosno Maksimilijanu, simbolom posljednjeg bastiona, odnosno predziđa kršćanstva pa je sukladno takvoj ulozi Hrvatske, car Maksimilijan I., kao znamenje te kraljevine, počeo koristiti stilizirani prikaz bedema, koji je heraldičkom redukcijom dobio izgled šahiranog polja s naizmjeničnim srebrnim i crvenim kvadratima, odnosno u tradicionalnim bojama Habsburgovaca kao austrijskih nadvojvoda, čime je nastao pretenzijski grb Kraljevine Hrvatske.
U historiografiji nedavno izneseni zaključak Mate Božića i Stjepana Ćosića o simbolici koja stoji iza hrvatskog grba sa šahiranim poljima (od zida - Antemurale Christianitatis do šahiranih polja) prihvaćaju kako neki hrvatski historiografi i heraldičari (Nikša Stančić,  Dubravka Peić Čaldarović,  Luka Špoljarić) tako i inozemni (Amer Sulejmanagić), iako se ističe kako zaključivanje te dvojice autora “nema izravnu potvrdu u izvorima već je zasnovano na analogiji s heraldičkim postupcima (slučajevima preoblikovanja gradskih, obiteljskih i dr. grbova na europskom prostoru) i njihovu povezivanju s ideološkom predodžbom o Hrvatskoj kao antemurale christianitatis. Zbog toga će vjerojatno u historiografiji i javnosti izazvati nove kontroverze.” - kako smatra N. Stančić. Povjesničar Tomislav Galović, u svojem prikazu i pozitivnoj recenziji monografije dvojice autora (u kojoj su navedene teze upotpunjene) „Hrvatski grbovi. Geneza – simbolika – povijest“ (objavljene početkom 2021.), ističe kako se navedeni Stančićev zaključak nije obistinio te ujedno izražava očekivanje kako će dio tvrdnji članka 7. aktualnog „Zakona o grbu, zastavi i himni Republike Hrvatske“ (slijedom najnovijih historiografskih zaključaka iznesenih u spomenutoj monografiji) biti izmijenjen.

## Grbovi u kruni
Najstariji poznati grb Hrvatske sadrži u štitu na plavom polju žutu (zlatnu) šesterokraku zvijezdu (zvijezdu Danicu s bijelim (srebrnim) mladim mjesecom (tzv. "Leljiva")).
Grb Dubrovačke Republike sadrži u štitu na modrom polju dvije crvene grede.
Dalmatinski grb sadrži u štitu na plavom polju tri žute (zlatne) okrunjene leopardove glave. U jednom razdoblju hrvatske povijesti i ovaj je grb rabljen kao hrvatski grb. 
Istarski grb sadrži u štitu na modrom polju žutu (zlatnu) kozu okrenutu u lijevo s crvenim papcima i rogovima.
Slavonski grb sadrži u štitu na plavom polju dvije poprečne bijele (srebrne) grede, u nekim knjigama to se spominje kao dvije rijeke koje ograđuju Slavoniju, Drava i Sava, a između greda je crveno polje po kojem lagano hoda kuna na lijevo. U gornjem plavom polju je žuta (zlatna) šesterokraka zvijezda. Grb je obrubljen crvenom crtom.
- Tzv. »najstariji hrvatski grb«
- Grb Dubrovačke Republike
- Grb Dalmacije
- Grb Istre
- Grb Slavonije

## Uporaba
Istim je zakonom iz 1990. godine utvrđena i uporaba grba.
Grb Republike Hrvatske rabi se:
- u sastavu pečata i žigova državnih organa i drugih javnih tijela prema republičkim propisima o pečatima i žigovima s grbom Republike Hrvatske;
- u službenim natpisima organa društveno-političkih zajednica istaknutim na zgradama u kojima su smješteni u Republici Hrvatskoj, u uredima Vlade Republike Hrvatske u inozemstvu;
- na zgradama u kojima su smješteni državni organi druga javna tijela u Republici Hrvatskoj, te u svečanim prostorijama tih zgrada;
- na službenim aktima i sličnim aktima kojima se služe zastupnici i članovi Predsjedništva Republike Hrvatske, predsjednik Sabora Republike Hrvatske, predsjednik Vlade Republike Hrvatske i drugi ovlašteni predstavnici Predsjedništva Republike Hrvatske, Sabora i Vlade Republike Hrvatske, te u ministarstvima i drugim republičkim državnim organima uz uvjete i na način koji su utvrđeni njihovim aktima;
- na diplomama i svjedodžbama o završenom školovanju;
- u drugim prilikama utvrđenim zakonom.

Terminologija je iz 1990. godine, prije promjene Ustava (zakon je usvojen dan prije Ustava), kad je još postojalo Predsjedništvo Republike Hrvatske, te se govorilo društveno-političkim zajednicama i o Saboru Republike Hrvatske, a ne o Hrvatskom saboru.
Člankom 9. istoga zakona propisuje se i način izrade svih grbova: "Izvornik grba Republike Hrvatske čuva se u Saboru Republike Hrvatske i prema njemu se oblikuju grbovi."

## Povijest grba

### Hrvatski povijesni grbovi
|                                          | Prema srednjovjekovnim kovanicama koje su bile u uporabi na području Hrvatske, čini se da je bar od 12. stoljeća (1196.) hrvatski amblem bila šestokraka zvijezda danica iznad polumjeseca. Ove je kovanice dao kovati hrvatski herceg Andrija, koji će potom postati hrvatsko-ugarski kralj. Kovane su po uzoru na na koruške frizatike, pa kao i oni na naličju imaju pročelje crkve s dva tornja, no licem se razlikuju te imaju polumjesec s rogovima prema gore i nad njim šestokraku zvijezdu. Oko tog simbola napisano je ANDREAS D(ux) CR(oatiae). Zbog sličnosti s koruškim kovanicama, ove se obično nazivaju hrvatskim frizaticima. Na kasnijim frizaticima pojavljuje se patrijarhalni križ Arpadovića a nad njim s jedne strane zvijezda, a s druge strane polumjesec i zvijezda. Anžuvinci će nakon 1300. godine na revers umjesto zvijezde i polumjeseca sa zvijezdom staviti sa svake strane križa po jednu pticu. Otada polumjesec sa zvijezdom s reversa prelazi na avers, što pokazuje njegovu ključnu ulogu u simboličnoj poruci koju novac nosi. Kao zemaljski simbol on nije smio biti izostavljen s novca. Ovi elementi grba nalaze se uključeni u brojne hrvatske plemićke i gradske grbove (npr. grb Gradeca i Zagreba barem od 14. st., grb Varaždina barem od 15. st.), a kao boje ustalit će se srebrni polumjesec i zlatna zvijezda na crvenom štitu. U vrijeme Hrvatskog narodnog preporoda, u 19. stoljeću taj amblem postaje osnova tkz. grba „Ilirije“. Tako će biti uključeni i u grb na inauguralnoj Jelačićevoj zastavi iz 1848. godine. Od 16. stoljeća ovaj se grb koristi i kao grb imaginarne Ilirije koja bi obuhvaćala veći dio Balkanskoga poluotoka. Od 19. stoljeća simbol zvijezde i polumjeseca naziva se Leljiva, kao što je to slučaj s istovrsnim simbolima poljske heraldike gdje se zvijezda i polumjesec nalaze uvijek na plavom štitu. |
|                                          | Na području Slavonije u 13. stoljeću na kovanicama se bar od 1235. godine pojavljuje grb s kunom između dvije zvijezde. Riječ je o kovanicama koje se nazivaju slavonski banovci (niže nominale slavonskih banovaca umjesto kune imaju i dalje zvijezdu i polumjesec). Uporabu grba s kunom između dvije grede i sa zvijezdom u gornjem polju potvrdit će Kraljevini Slavoniji dana 8. prosinca 1496. godine kralj Vladislav II. Jagelović. Ishodište za lik životinje u grbu bio je lik lava u hodu, predstavljao dinastički simbol mlađih kraljeva i hrvatskih hercega iz vladarske obitelji Arpadovića, koji je kasnije preobražen u lik kune, zbog povlačenja paralele između šesterokrake Marsove zvijezde koja se nalazi na grbu i latinske riječi za kunu, martes. Iz te latinske riječi nastao je i izraz marturina, odnosno kunovina, koja se plaćala kao porez na području između Drave i Save. Kroz povijest mijenjali su se položaj i boja zvijezde (crvena, zlatna ili srebrna), te boja polja između dviju greda (isprva zelena, a potom crvena). Ponekad ovaj grb označava cijelu Hrvatsku, posebice do 1741. godine. Početkom 19. stoljeća ustalila se crvena boja polja na kojem se nalazi kuna. U nekim povijesnim razdobljima slavonski grb sastojao se od tri crvena hrta u trku na bijelom polju (nekad i bijeli hrtovi na zelenom polju), a osobito se to odnosi na 16. i 17. stoljeće. Takav se grb nalazio na oltaru sv. Ladislava iz 17. st. u zagrebačkoj katedrali (uz grbove Hrvatske i Dalmacije), kao ilustracija u djelu De Regno Dalmatiae et Croatiae Ivana Lučića s kraja 17. stoljeća, kao jedan od grbova u Fojničkom grbovniku iz 17. st., ali i na povelji bratovštine Sv. Jeronima u Rimu iz 1585. |
|                                          | Jedna od najstarijih slika grba kraljevine Hrvatske iz 1495. godine nalazi se u austrijskom gradu Innsbrucku i nalazi na pročelju svoda kuće gradskog suca u Herzog-Friedrichstrasse 35. Pretpostavlja se da je nastanak hrvatskoga grba potaknuo car Maksimilijan I., iz čijeg razdoblja i potječe spomenuti grb u Innsbrucku, ali i neki drugi grbovi, sačuvani u današnjoj Njemačkoj i Austriji. Pretpostavlja se da brojnost sačuvanih hrvatskih šahiranih grbova iz vremena toga habsburgškog vladara treba zahvaliti činjenici da je mirom u Požunu od 7. studenoga 1491. njemu i njegovoj kući zajamčeno nasljedstvo ugarsko-hrvatskoga prijestolja u slučaju da tada vladajuća kuća Jagelovića ne bi imala zakonitih muških potomaka, ali i odredbi da je Maksimilijan mogao zadržati titulu ugarskog (i hrvatskog) kralja. Zbog toga ne bi bilo neobično da je upravo on potaknuo nastanak hrvatskoga šahiranog grba, ako taj nije postojao prije. Habsburgovci su ipak postali ugarsko-hrvatski kraljevi tek nekoliko desetljeća kasnije, pa je vjerojatnije da su za početak korištenja toga grba ipak zaslužni tadašnji vladari Jagelovići. |
|                                          | Na grbu hrvatsko-ugarskog kralja Matije Korvina (1458. – 1490.) Hrvatsku predstavlja grb s tri zlatne okrunjene lavlje glave (heraldički su to leopardove glave) na plavom polju (azure), koji će se kasnije odnositi isključivo na Dalmaciju. Grb se nalazi u vanjskom krugu Korvinova grba, među grbovima zemalja povezanih s ugarskom krunom. Grb Dalmacije s tri zlatne okrunjene leopardove glave koristi se barem od 14. stoljeća, a potvrdio ga je kralj Žigmund Luksemburški (vladao od 1387. do 1437.), izmijenivši boju štita iz plave u crvenu te mijenjajući položaj tri okrunjene lavlje glave iz položaja en face u heraldički lijevu stranu, kako bi ga povezao s grbom svoje obitelji, Luksemburgovaca. Međutim, polazna točka za nastanak tog grba bilo je predheraldičkiu lik lava u hodu, kojeg su kao svoje znamenjem počeli upotrebljavati prijestolonasljednici i hrvatski hercezi iz dinastije Arpadovića, iz čega se razvio prvotni zemaljski grb Hrvatske, a kasnije grb Dalmacije. Kao što se vidi već na grbu Matije Korvina, ubrzo su lavlje glave pretvorene u glave heraldičkih leoparda (okrenuti en face), a štit je postao plav. Do 1525. godine često je njime predstavljana cijela Hrvatska. |
|                                          | Takav grb Dalmacije ući će i u kasnije grbove hrvatsko-ugarskih vladara, kao i vladara Habsburške Monarhije, te se nalazi na brojnim prikazima habsburških vladara već od početka 16. stoljeća, kao i u Fojničkom grbovniku. Usto, nalazi se i na brojnim pročeljima zgrada i freskama unutrašnjosti palača i crkava širom nekadašnje Habsburške Monarhije. Uz njega bit će i grbovi Hrvatske i Slavonije. Od 16. st. započinje i jasnije razlikovanje uporabe ova tri grba za točno određene tri zemlje: Hrvatsku, Slavoniju i Dalmaciju. Istovrsni grb rabit će i drugi vladari koji će polagati neko pravo na Dalmaciju, a osobito će se nalaziti u prikazima mletačkih posjeda, no u toj inačici glave leoparda neće biti okrunjene a štit će biti vraćen izvornoj crvenoj boji. |
|                                          | Uzorak bijelih (argent) i crvenih (gules) kvadrata (4×4) kao grb Hrvatske prvi se put službeno pojavljuje 1508. godine na portretu Fridrika III. Habsburškog, koji je naslikao Hans Burgkmair. Pretpostavlja se ipak da je bio u uporabi još od 11. stoljeća. 1512. godine bila je izdana spomenica Maksimilijana I. sa slikom njegovog groba. Rubom groba prikazano je osam grbova zemalja, a među njima i hrvatski grb s 5 x 5 polja. Hans Burgkmair portretirao je 1525. kralja Vladislava II. Na slici je i hrvatski grb (7 x 4). Prikazan i na spomen-medalji što ju je Vladislav II. izdao 1525. godine. Na dokumentu kojim Sabor Hrvatske i Dalmacije, 1. siječnja 1527. godine, potvrđuje izbor Ferdinanda Habsburškog za hrvatskog kralja (tzv. Cetinski sabor) nalazi se šahovsko polje s 8×8 polja unutar kružnog pečata uz čije rubove polukružno piše Regni Sigillum (lat. „Pečat Kraljevstva“). Heraldički gledajući (zdesna), prvo je polje bijelo. To je jedan od sedam pečata što su ih na taj dokument stavili Ferdinandovi izaslanici i poglavari hrvatskih plemićkih obitelji. Takav će grb biti u osnovi kasnijih hrvatskih grbova unutar Habsburške Monarhije. |
| Croatian coat of arms (Fojnica Armorial) | Fojnički grbovnik, nastao vjerojatno u 17. stoljeću kao kopija izgubljene zbirke grbova nastale oko 1590. godine za admirala Petra Grgurića Ohmučevića, donosi u sklopu složenoga grba zemalja koje su se pripisivale Dušanovom carstvu i prikaz slavonskog grba u obliku tri crvena hrta na srebrnom polju, dalmatinski grb s tri okrunjene leopardske glave na plavom polju i hrvatski grb s 5x4 crvena i srebrna šahovska polja u donjoj polovici štita. U istom grbovniku nalaze se i zasebni prikazi grbova ovih zemalja. U prikazima grbova habsburških zemalja, kako u raznim grbovnicima, tako i u drugim vrstama prikaza (pročelja zgrada, freske u crkvama i palačama širom monarhije) ovaj grb od 16. stoljeća nedvosmisleno predstavlja Hrvatsku, a uz njega su i grbovi Dalmacije i Slavonije u kombinaciji s ostalim grbovima Habsburške Monarhije. Postoje zapisi iz 16. i 17. stoljeća o krunidbama hrvatsko-ugarskih kraljeva u Požunu (današnja Bratislava), prilikom kojih su hrvatski plemići nosili zastave kraljevstava Hrvatske, Slavonije i Dalmacije. Na tiskanom prikazu krunidbe Leopolda I. od 26. lipnja 1655. godine vidljive su krunidbene zastave Hrvatske i Dalmacije s odgovarajućim grbovima. Sačuvana je takva krunidbena zastave Hrvatske izrađena 1830. koja je rabljena pri krunidbi Ferdinanda I., te krunidbena zastava Slavonije izrađena 1867. za krunidbu Franje Josipa. |
|                                          | Do početka 19. stoljeća ustalila se uporaba triju grbova u odnosu na tri hrvatska kraljevstva. Tako je Hrvatsku predstavljao grb sa srebrno-crvenim šahovskim poljem, različita broja i redoslijeda. Dalmaciju je predstavljao grb s tri zlatne okrunjene leopardske (lavlje) glave na plavom polju, a Slavoniju grb s plavim štitom i kunom u trku na crvenom polju između dvije srebrne grede sa zlatnom šestokrakom zvijezdom u gornjem polju. Kuna je nekad prirodne boje (smeđa), a nekad crna. Koliko je poznato, prvi je put Matija Habsburški na svom taliru iz 1616. objedinio tri hrvatska grba (slavonski, dalmatinski i hrvatski), a ta tri grba, s najstarijim poznatim hrvatskim grbom sa zlatnom šestokrakom zvijezdom danicom iznad srebrnog polumjeseca na crvenom štitu, rabio je ban Josip Jelačić (1848. – 1859.) na svojoj zastavi kad je pod svojom vlasti ujedinio Hrvatsku, Slavoniju i Dalmaciju (ta se inauguralna Jelačićeva zastava iz 1848. čuva u Hrvatskom povijesnom muzeju u Zagrebu). Istovremeno, pojavljuju se ova tri grba spojena u jednom štitu. Takav grb Hrvatske, Slavonije i Dalmacije, okrunjen krunom, u raznim je oblicima bio u neslužbenoj uporabi od 1848. godine. |
|                                          | Nakon Hrvatsko-ugarske nagodbe iz 1868. godine u službenoj uporabi u Kraljevini Hrvatskoj i Slavoniji, koja se još nazivala i Trojedno kraljevstvo Hrvatske, Slavonije i Dalmacije, bio je grb sastavljen od grbova ovih kraljevstava okrunjen Krunom sv. Stjepana. Premda Dalmacija tada nije bila pod jursdikcijom hrvatskoga bana, ovim se grbom simbolično izricala želja za jedinstvom hrvatskog nacionalnog teritorija. Odlukom od 19. lipnja 1876. godine grb je detaljnije opisan, a prema njoj na štitu treba lijevo stajati grb Hrvatske, desno Dalmacije, te dolje Slavonije. Naredbom od 16. studenog iste godine propisano je da nad štitom ima biti Kruna sv. Stjepana. Naredba od 20. prosinca 1899. jasnije utvrđuje redoslijed hrvatskog i dalmatinskog, određujući da se riječi „lijevo“ i „desno“ u naredbi iz 1876. godine valja shvatiti heraldički, tako da s položaja onoga koji gleda grb, hrvatski grb stoji desno, a dalmatinski lijevo. 21. studenog 1914. godine ban Trojednoga kraljevstva Ivan Skerlecz ponovno donosi odluku kojom potvrđuje da se službeno u tome kraljevstvu može koristiti isključivo grb s Krunom sv. Stjepana, što dokazuje da ova kruna zbog nastojanja ugarskih vlasti oko mađarizacije nije bila sasvim prihvaćena, pa je rabljena inačica s drugačijim krunama, a ponekad i bez kruna, kao što je slučaj na krovu crkve sv. Marka na Gornjem gradu u Zagrebu ili pročelju Kemijskog zavoda (Lučbenog zavoda) Sveučilišta u Zagrebu (danas Knjižnica HAZU-a na Strossmayerovom trgu). Tek za banovanja Dragutina Khuen-Héderváryja počinje se više pozornosti obraćati na ispravnost zemaljskog grba, odnosno postavljanje Krune svetog Stjepana na njega. Nakon raspada Austro-Ugarske Kruna svetog Stjepana uklonjena je s većine Zemaljskih grbova na javnim zgradama, iako postoje primjeri u Zagrebu (zgrada nekadašnjeg Kotarskog suda na uglu Amruševe i Petrinjske ulice, zgrada Medicinskog fakulteta na Šalati, itd.) gdje je kruna ostala očuvana. Najčešće je riječ o slabo vidljivim mjestima. Rakovička buna iz 1871. godine rabila je na svojoj zastavi isti grb, ali je na njemu u sredini bio položen crveni štit sa srebrnim polumjesecom i zlatnom šestokrakom zvijezdom (slično grbu Narodne garde iz 1848.). |
|                                          | Istovremeno tri hrvatska grba (Hrvatske, Dalmacije i Slavonije) nalaze se i u zajedničkom grbu Zemalja Krune sv. Stjepana koji je bio u uporabi od 1868. do 1918. Na tom grbu koji u središtu ima grb Mađarske mogu se vidjeti (u smjeru obratnom od kazaljke na satu, počevši zdesna) grbovi Hrvatske, Dalmacije, Slavonije, Bosne i Hercegovine (pridodan 1915.), Riječki grb (pridodan 1890.) i grb Transilvanije. Dalmatinski se grb (kao i grb Bosne i Hercegovine) nalazio i na grbu austrijskog dijela Monarhije. |
|                                          | Nakon što je Hrvatski sabor razriješio 29. listopada 1918. godine sve državno-pravne odnošaje i veze kraljevine Hrvatske, Slavonije i Dalmacije s Kraljevinom Ugarskom i Carevinom Austrijom i proglasio nezavisnost Dalmacije, Hrvatske i Slavonije s Rijekom prema Ugarskoj i Austriji, te su Dalmacija, Hrvatska i Slavonija s Rijekom postale dijelom Države Slovenaca, Hrvata i Srba, trostruki grb, ali bez krune i sa zvijezdom u donjem plavom polju slavonskoga grba, a ne u gornjem, pojavljuje se na poštanskim markama. To međutim nije bio službeni grb, već umjetnički izražaj Rudolfa Valića koji je s Rudolfom Sabljakom oblikovao marku. U Kraljevini Srba, Hrvata i Slovenaca polazeći od načela da državu predstavlja narod tri bratska plemena: Srbi, Hrvati i Slovenci, vlada je prihvatila načelo ravnopravnosti u tom pogledu i u državni grb utkala izgled grbova sva tri plemena ; grb s crveno-srebrnim šahovskim poljem predstavlja Hrvate na zajedničkom grbu koji na štitu još sadrži i srpski i slovenski grb na bijelom dvoglavom orlu. |
|                                          | Nakon potpisivanja Sporazuma Cvetković-Maček, od proljeća 1940., u Banovini Hrvatskoj u službenoj je uporabi bio povijesni hrvatski grb (samo crveno-srebrno šahovsko polje) s krunom, te veliki grb s povijesnim hrvatskim grbom na bijelom dvoglavom orlu okrunjenom krunom, a u neslužbenoj uporabi bio je i povijesni grb bez krune. To je opisano i prikazano na slikama u prilogu okružnice banske kancelarije od 10. rujna 1940. godine. Okružnica određuje primarnu uporabu velikog grba na većim natpisnim pločama, a malog grba primarno u sastavu administrativinh pečata. Ipak, takvo je stanje bilo kratka vijeka. No, također su postojali i neki drugi prijedlozi. Tako je prijedlog V. A. Duišina s početka 1940. u slučaju grba Banovine Hrvatske za opću uporabu bio raščetvoreni štit na kojem bi uz središnji štitić sa šahiranim poljima („grb Hrvata“) bili redom postavljeni grbovi: Dalmacije, Slavonije, Dubrovnika i Bosne. |
|                                          | Nakon proglašenja Nezavisne Države Hrvatske 1941., Zakonom o državnom grbu, državnoj zastavi, Poglavnikovoj zastavi, državnom pečatu, pečatima državnih i samoupravnih ureda od 28. travnja 1941. godine, grb koji ulazi u službenu uporabu opisan je na sljedeći način: „Grb Nezavisne Države Hrvatske je štit s 25 četvorinskih polja bijelih (srebrnih) i crvenih (boje krvi), poredanih naizmjence u pet redova tako da je početno polje bijelo (srebrno). Nad grbom je znak u obliku zvjezdolike troplete vitice iste crvene boje koja uokviruje bijelo polje u kojemu je veliko slovo U tamno modre boje.“ Ova tropleta vitica znak je ustaškog pokreta. Postojale su dvije inačice štitova koje su se podjednakom učestalošću pojavljivale u uporabi. Jedna je bila polukružna, a druga sa zašiljenim donjim dijelom. Bilo je i više inačica vitica. Grb je bio u uporabi u NDH do 8. svibnja 1945. godine. |
|                                          | Nakon Drugog svjetskog rata u vrijeme Federalne Države Hrvatske rabljen je znak (heraldički nije grb jer se svi dijelovi ne nalaze unutar štita) s crvenom petokrakom zvijezdom u središtu obrubljenom vijencem koji je zdesna imao granu masline, a slijeva klas žita. Ovakav je znak bio u uporabi do 18. siječnja 1947. Od tada, u NR Hrvatskoj (državni grb) i u SR Hrvatskoj (republički grb), sve do 1990., u službenoj je uporabi bio povijesni hrvatski grb s prvim crvenim poljem, uronjen u valovito more (plavo i srebrno), i s izlazećim zlatnim suncem iza štita. Grb je bio okružen vijencem od žitna klasja sa srebrnim nakovnjem u dnu i zlatom obrubljenom crvenom petokrakom zvijezdom na vrhu. Dizajn je načinio Vanja Radauš. U klasičnoj socijalističkoj ikonografiji žito predstavlja plodnost i seljaštvo, nakovanj predstavlja prekaljenost ili radništvo, a izlazeće sunce označava novo jutro koje dolazi s komunizmom. Iz iste je ikonografije i crvena petokraka. Ustav SR Hrvatske od 22. veljače 1974. godine ovako opisuje taj grb: „Grb Socijalističke Republike Hrvatske je polje okruženo s dva snopa žitnog klasja zlatne boje. U dnu polja je željezni nakovanj nad kojim se blago talasa morska pučina. Iz morske pučine uzdiže se historijski hrvatski grb iznad kojega izlazi sunce. Snopovi žitnog klasja dolje se sastavljaju i isprepliću, a u svom sastavu opleću postolje nakovnja. Između vrhova klasja je zlatom obrubljena crvena petokraka zvijezda kojoj su donji kraci usmjereni u polje grba.“ |
|                                          | Dana 25. srpnja 1990. godine Hrvatski sabor donosi Amandman LXVI na Ustav Socijalističke Republike Hrvatske u kojem se kaže: „Grb Republike Hrvatske je povijesni hrvatski grb, osnovica kojeg se sastoji od 25 crvenih i bijelih polja.“ Ovakav osnovni povijesni grb bio je u uporabi do donošenja Zakona o grbu, zastavi i himni Republike Hrvatske, te zastavi i lenti Predsjednika Republike Hrvatske, 21. prosinca 1990. (NN 55/90). Nije bilo nikakvih preciznijih odredbi o obliku štita, niti službenog likovno oblikovana predloška, a amandmanom je određeno da se točan izgled grba ima utvrditi zakonom. Zbog toga se kroz sljedećih nekoliko mjeseci i u službenoj uporabi moglo vidjeti više inačica grba, s različitim oblicima štita i različitim početnim poljem. |
|                                          | Grb Republike Hrvatske prema Prijedlogu Zakona o grbu, zastavi i himni Republike Hrvatske, te zastavi i lenti Predsjednika Republike Hrvatske, kojeg je Vlada Republike Hrvatske uputila u saborsku zakonodavnu proceduru 18. prosinca 1990. godine. Zakon je donesen 21. prosinca 1990. godine. Dizajn je načinio Miroslav Šutej, a prihvatila ga je komisija kojoj je bio na čelu Nikša Stančić, predstojnik katedre za hrvatsku povijest Filozofskog fakulteta Sveučilišta u Zagrebu. Ovo rješenje izazvalo je više primjedbi heraldičara koje se odnose na uporabu grbova u kruni, različite nijanse plave boje u grbovima, nejasno podrijetlo plave boje u grbu s polumjesecom i zvijezdom, jednaka čast pridana grbovima nekadašnjih kraljevstava i onih područja koja to nisu bila, te obrub oko čitavoga grba. Ove primjedbe nikada nisu uzete u ozbiljnije razmatranje no potakle su jasnije propise o heraldičkim rješenjima za znakovlje županija, gradova i općina. |

### Dubrovnik, Istra i Rijeka
|  | Dubrovački grb koji danas predstavlja dio grba Republike Hrvatske, izvorno je bio mađarski grb, ili točnije grb Arpadovića crvenih i srebrnih crta. Potječe iz 11. stoljeća, a Dubrovačkoj Republici dodijelio ga je u 14. stoljeću hrvatsko-ugarski kralj Ludovik I. Anžuvinac. Isti je grb bio u uporabi i u Habsburškoj Monarhiji u kojoj je Dubrovnik, nakon napoleonskih osvajanja, imao položaj kneževstva, dok nije priključen Kraljevini Dalmaciji (1867.). Iznad grba obično se nalazila i kruna. |
|  | Izvorni dubrovački grb sastoji se od bijelih (srebrnih) greda (obično četiri) na crvenom štitu. U različitim povijesnim razdobljima bijele su grede ponekad bile i plave boje, baš kao što je to slučaj i na današnjem hrvatskom grbu na kojem je bijela boja zamijenjena plavom, a smanjen je i broj greda, što se opravdava estetskim zahtjevima. Tako sada ovaj grb sadrži zapravo dvije crvene grede na plavom polju. |
|  | Grb Istre sa zlatnom kozom crvenih papaka i rogova u plavom štitu na zelenom trobrijegu bio je u uporabi za Istru u Habsburškoj Monarhiji kojoj je pripala 1797. U njoj je Istra imala položaj marke (Markgrafschaft), dok 1813. godine nije postala dijelom Austrijskog primorja te je s Goriškom, Gradiščem i Trstom imala zajednički združeni grb. Grb s kozom ili jarcem već je ranije za Istru koristila Mletačka Republika. Kao suvremeni grb Istarske županije usvojeno je umjetničko rješenje prema knjizi austrijskoga heraldičara K. Linda „Stadte-Wappen von Österreich-Ungarn“ (Beč, 1885.): u plavom zlatni jarac s crvenim rogovima i papcima.           |
|  | Povijesni grb grada Rijeke (ujedno i grb riječkog Corpus Separatuma i Slobodne Države Rijeka) temelji se na grbu koji je dodijelio hrvatski kralj i austrijski car Leopold I. 6. lipnja 1659. godine. U crvenom ovalnom štitu desnom nogom stojeći na stijeni dvoglavi crni orao uzdignutih krila obiju glava gledajući u lijevo sa zlatnim kljunovima i nogama i crvenim jezicima, lijevom nogom drži vrč prirodne boje iz kojeg se obilno izlijeva voda koja se razlijeva oko stijene. Iznad orla je austrijska carska i hrvatska kraljevska kruna s dvjema plavim vrpcama koje vise vodoravno iz nje. Ispod štita je vrpca s natpisom "INDEFICIENTER" (nepresušan). |

## Legende i vjerovanja o grbu
Kasna legenda, vjerojatno iz 19. stoljeća, govori o tome kako je hrvatski kralj Držislav (spominje se i ime kralj Suronja), zarobljen od Mlečana, igrao šahovski meč u kojem mu je protivnik bio dužd Petar II. Orseolo. Dobio je sve tri partije i time zadobio slobodu, a po nekim verzijama i vlast nad dalmatinskim gradovima. Nakon toga je stavio šahovsku ploču u svoj grb.
U nekim navodima se spominje da bijela boja označava Bijelu Hrvatsku, a crvena Crvenu Hrvatsku.
Postoji također vjerovanje o značenju boje prvog polja u grbu, prema kojem bi prvo bijelo polje označavalo samostalnost Hrvatske, a prvo crveno polje njezin podređen položaj, no ni ovo vjerovanje novijeg datuma nema svoje potvrde u starijoj predaji. U heraldici kod šahiranih štitova nije bitno koliko polja štit ima niti kojom bojom počinje. Jedno od heraldičkih pravila određuje da boja ne smije ići uz boju, a metal (srebrno ili zlatno) uz metal. To znači da u raznim kombinacijama s drugim grbovima u prošlosti ovisilo o boji ili metalu drugog grba koje će biti prvo polje hrvatskoga. Isto tako, boju prvoga polja kroz povijest su mogli odlučivati i estetski čimbenici. Usto, hrvatski je grb kroz povijest prikazivan u brojnim kombinacijama poljâ: 4x4, 4x5, 4x6, itd, ponekad s prvim crvenim, ponekad s prvim srebrnim poljem. Također su i neke plemićke obitelji uključivale hrvatski grb u svoj obiteljski grb. Crveno i srebrno prvo polje bilo je podjednako zastupljeno, a dvije obitelji, Majlath i Matejković, imaju jednake grbove, samo s različitim prvim poljem uključenog hrvatskog grba. Tek će Zakonom donesenim u NDH prvi puta biti određeno koje boje mora biti prvo polje, kao i raspored polja od 5x5 (ukupno 25).

## Galerija
- Detalj s pročelja iznad ulaza u Hrvatski sabor
- Detalj s krova Crkve sv. Marka na Gornjem Gradu u Zagrebu
- Zajednički hrvatsko-ugarski grb na freski u blizini budimskog dvorca (1880.)
- Hrvatski grb prikazan s grbovima grofova Celjskih, Štajerske, Kranjske i Koruške.
- Grb Hrvatske u Fojničkom grbovniku datiranom u 17. st.
- Grb Slavonije u Fojničkom grbovniku (ovdje s tri crvena hrta na srebrnom štitu)
- Grb Dubrovačke Republike prema H. Ströhlu
- Grb nepostojeće Ilirije u Fojničkom grbovniku
- Dalmatinski grb u Habsburškoj Monarhiji prema H. Ströhlu (1851. – 1919.)
- Hrvatski grb u Habsburškoj Monarhiji prema H. Ströhlu (1851. – 1919.)
- Riječki grb u Austro-Ugarskoj prema H. Ströhlu (1851. – 1919.)
- Slavonski grb u Habsburškoj Monarhiji
- Istarski grb u Habsburškoj Monarhiji prije 1813.
- Hrvatski grb u Austro-Ugarskoj prema H. Ströhlu (1851. – 1919.)
- Dalmatinski grb u Austro-Ugarskoj prema H. Ströhlu (1851. – 1919.)
- Grb već nepostojeće Kraljevine Ilirije (1816. – 1849.), nastale na području Ilirskih provincija, prema H. Ströhlu (1851. – 1919.)
- Hrvatski grb u manjem zajedničkom grbu Austro-Ugarske iz 1916.
- Grb u Muzeju grada Zagreba
- Grb ugarskoga dijela Monarhije prije dodavanja grba Bosne i Hercegovine (1915.)
- Veliki grb Austro-Ugarske (1867. – 1918.). Grb Dalmacije i grb Bosne i Hercegovine nalaze se na oba štita jer su oba dijela Monarhije polagala pravo na ove zemlje
- Mali grb Translajtanije (ugarskoga dijela Austro-Ugarske) (1867. – 1918.)
- Hrvatski grb s krunom na domoljubnoj humanitarnoj znački iz 1914. godine
- Hrvatski povijesni grbovi prikazani u Crkvi Majke Božje Sljemenske, Kraljice Hrvata

## Poveznice
- Hrvatska zastava